# Pronotestra
Pronotestra là một chi bướm đêm thuộc họ Noctuidae.